# Czerniszki (sielsowiet Opsa)
Czerniszki – dawna wieś. Tereny, na których była położona, leżą obecnie na Białorusi, w obwodzie witebskim, w rejonie brasławskim, w sielsowiecie Opsa.

## Historia
W czasach zaborów wieś leżała w granicach Imperium Rosyjskiego.
W latach 1921–1945 wieś leżał w Polsce, w województwie nowogródzkim (od 1926 w województwie wileńskim), w powiecie brasławskim, w gminie Opsa.
Według Powszechnego Spisu Ludności z 1921 roku zamieszkiwało tu 150 osób, wszystkie były wyznania rzymskokatolickiego i zadeklarowali polską przynależność narodową. Było tu 27 budynków mieszkalnych. W 1931 w 31 domach zamieszkiwały 154 osoby.
Miejscowość należała do parafii rzymskokatolickiej w Opsie. Podlegała pod Sąd Grodzki w Opsie i Okręgowy w Wilnie; właściwy urząd pocztowy mieścił się w Opsie.